# 達谷窟信敬
達谷窟 信敬（たがや しんけい、1833年（天保3年12月）- 1909年（明治42年）9月20日）は、明治時代の政治家。衆議院議員（1期）。

## 経歴
陸奥国磐井郡達谷村（岩手県西磐井郡平泉村を経て現平泉町）出身。もと西光寺の住職だったが戊辰戦争時に還俗し米沢藩、久保田藩などを遊歴した。明治維新後に磐井県の小学校教員となる。1875年（明治8年）教職を辞し、1879年（明治12年）東磐井郡役所の郡書記となり、翌年辞した。ついで岩手県会議員に当選し、同常置委員も務めた。その後北海道に渡り、空知郡市来知村・幌内村・幾春別村戸長、市来知ほか二ヶ村戸長を歴任した。
1892年（明治25年）2月の第2回衆議院議員総選挙では岩手県第5区から議員集会所所属で出馬し当選。衆議院議員を1期務めた。